# Federação dos Voluntários de São Paulo
Federação dos Voluntários de São Paulo (FVSP) foi uma organização política fundada em outubro de 1932 em São Paulo por um grupo de oficiais e suboficiais paulistas com o objetivo de congregar os voluntários que haviam participado da Revolução Constitucionalista de 1932, deflagrada em 9 de julho e derrotada no início de outubro do mesmo ano. Em 24 de fevereiro de 1934, fundiu-se com o Partido Democrático (PD) de São Paulo e com a Ação Nacional para formar o Partido Constitucionalista de São Paulo (PCSP).

## Atuação política
A despeito da derrota sofrida pelos revolucionários paulistas, a campanha pela reconstitucionalização do Brasil prosseguiu, resultando na confirmação das eleições para a Assembléia Nacional Constituinte em 3 de maio de 1933. Durante o período pré-eleitoral, a Federação dos Voluntários, com o apoio do jornal O Estado de S. Paulo, liderou a campanha pelo alistamento eleitoral em massa, com base na decisão do Superior Tribunal de Justiça Eleitoral segundo a qual até o dia 24 de fevereiro de 1933 todos os paulistas deveriam alistar-se, independentemente de sua participação no movimento revolucionário.
Exatamente devido a essa participação, entretanto, as principais lideranças do Partido Republicano Paulista (PRP) e do Partido Democrático (PD) encontravam-se no exílio. Coube assim à Federação dos Voluntários a iniciativa de promover a formação da Chapa Única por São Paulo Unido, somando suas forças à dos dois partidos mais antigos para garantir a representação paulista na Assembleia. A Chapa Única por São Paulo Unido foi constituída a 8 de abril de 1933 por uma comissão da qual fazia parte, representando a Federação dos Voluntários de São Paulo, Antônio Augusto de Barros Penteado. Dos dez nomes apresentados pelos Voluntários foram escolhidos três: o próprio Barros Penteado, José de Almeida Camargo e Teotônio Monteiro de Barros Filho. A Chapa Única por São Paulo Unido acabou sendo integrada por 22 candidatos, dos quais 17 foram eleitos.
Por outro lado, tanto a campanha eleitoral como as eleições transcorreram num ambiente conturbado. Enquanto o general Daltro Filho, comandante da 2.ª Região Militar, acatou as ordens do governo federal no sentido de assegurar inteira liberdade de propaganda aos candidatos da Chapa Única, o general Valdomiro Castilho de Lima, interventor federal do Brasil em São Paulo, colocou a máquina estadual a serviço dos candidatos do Partido Socialista e do Partido da Lavoura, os quais, a despeito da falta de tradição política, conseguiram evitar que a Chapa Única fosse integralmente eleita.
O general Valdomiro Lima, nomeado interventor em 26 de janeiro de 1933 — entre 3 de outubro de 1932 e essa data ocupara o governo militar em São Paulo — teve, aliás, sua atuação tenazmente combatida pela Federação dos Voluntários, que chegou a afirmar que receberia com simpatia qualquer paulista indicado para substituí-lo. Reservando-se "a faculdade de colaborar ou não" com um novo governo, dependendo de seus atos, a Federação tomou uma medida prática, apresentando ao governo central uma lista de nomes para ocupar a interventoria. Entre os nomes sugeridos figuravam os de Benedito Montenegro, Oscar Stevenson e Armando de Sales Oliveira, na época diretor de O Estado de S. Paulo em substituição a seu cunhado Júlio de Mesquita Filho, que se encontrava exilado.
Numa extensa relação de nomes, as preferências do governo provisório recaíram sobre Armando Sales, que foi nomeado interventor em agosto de 1933. Com o apoio do governo federal, em 24 de fevereiro do ano seguinte Armando Sales fundou o Partido Constitucionalista de São Paulo, no qual se integrou a Federação dos Voluntários. Os representantes dos Voluntários na reunião que deu origem ao novo partido foram Benedito Montenegro, Oscar Stevenson e Domício Pacheco e Silva.